# Alpenrhein

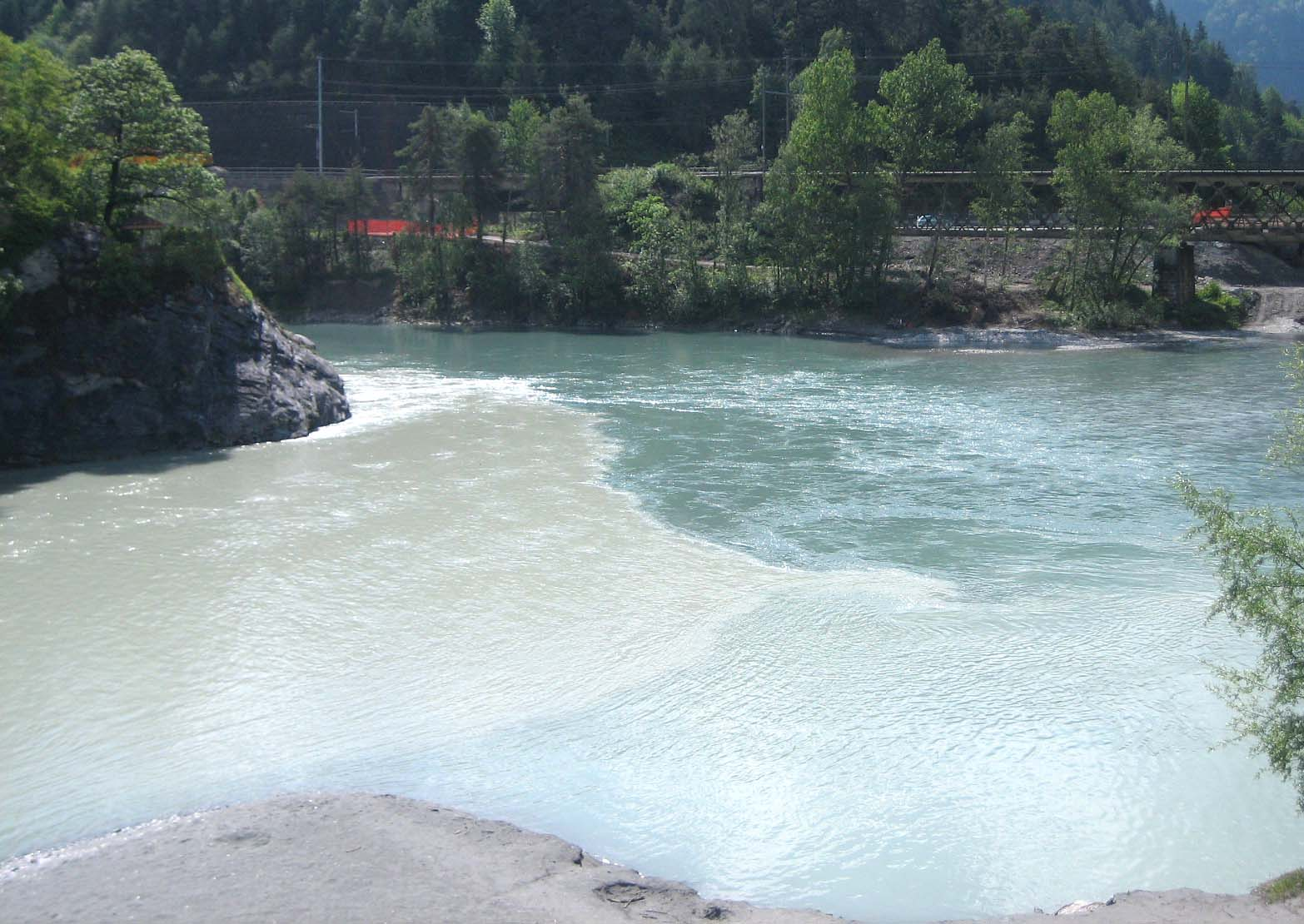
Der Zusammenfluss von Vorder- und Hinterrhein zum nach links hinten abfließenden Alpenrhein bei Reichenau GR

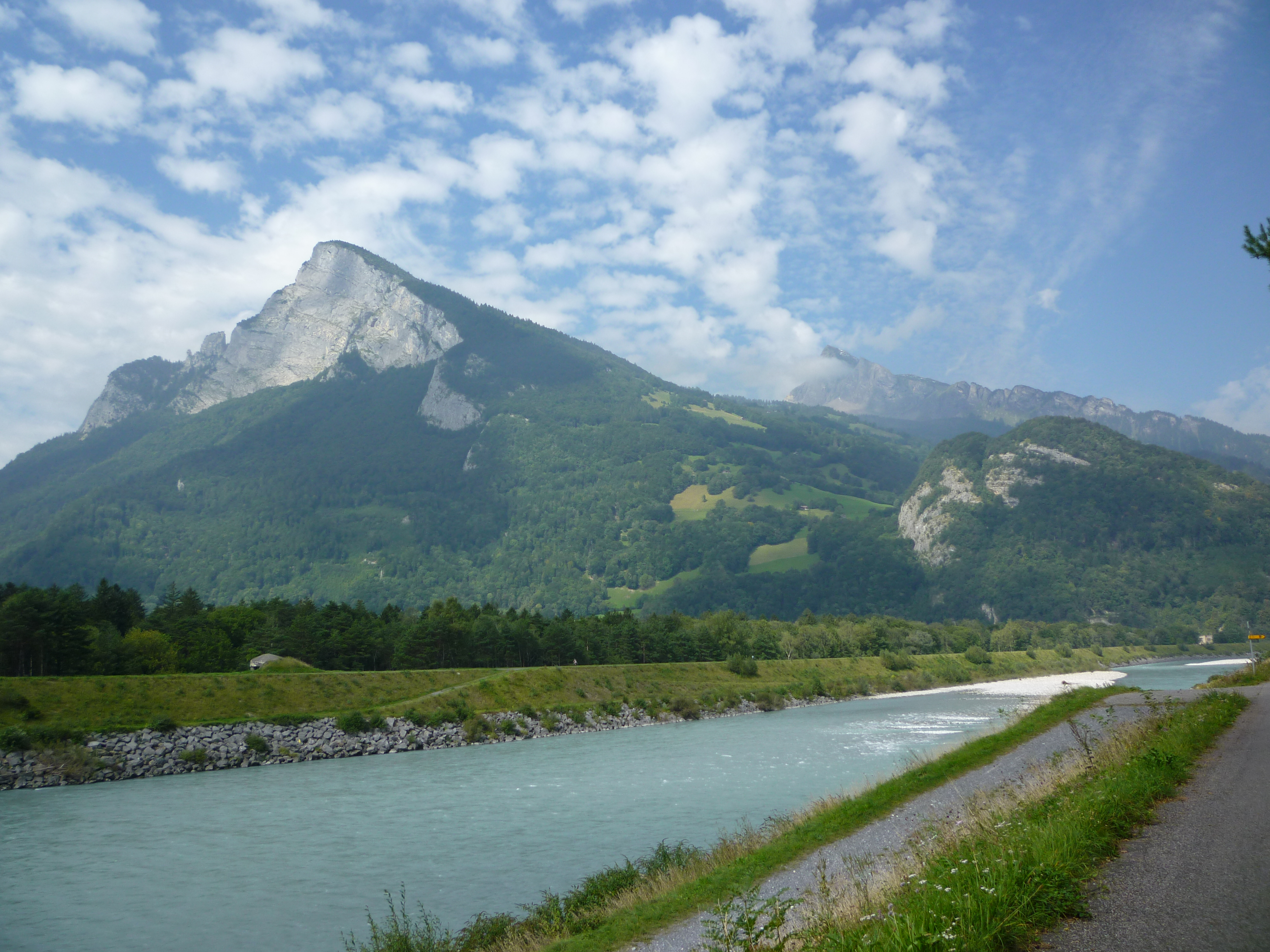
Rhein bei Fläsch, kurz bevor er zum Grenzfluss zu Liechtenstein wird

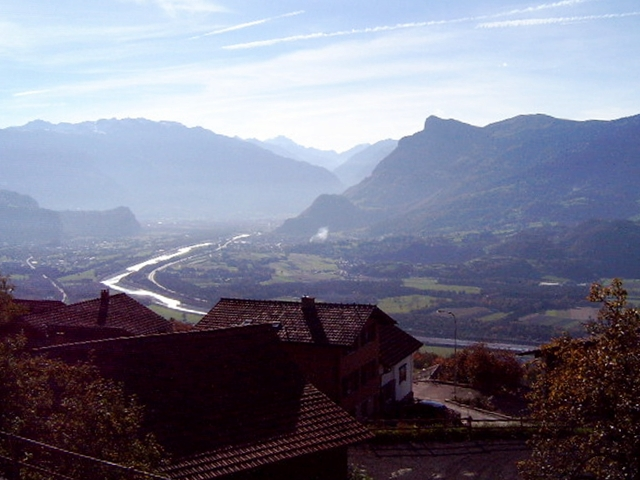
Junger Rhein von Triesenberg in Liechtenstein flussaufwärts betrachtet

Als Alpenrhein (Ausspracheⓘ) wird der Abschnitt des Flusses Rhein bezeichnet, der vom Zusammenfluss des Vorderrheins mit dem Hinterrhein bei Reichenau GR-Tamins im Schweizer Kanton Graubünden bis zur Einmündung in den Bodensee reicht. Sein Einzugsgebiet macht mit etwa 6300 km² 3,4 % am Einzugsgebiet des Rheins oberhalb der Mündungsverzweigungen in die Nordsee (185'300 km²) aus. Er speist den Bodensee mit einer mittleren Abflussmenge von 235 m³/s; das sind gut 10 % der Abflussmenge an den Mündungsverzweigungen des Rheins (2300 m³/s). Seine Länge von 90 km macht 7 % an der Gesamtlänge des Rheins (1238,8 km) aus. Das Tal, das er durchfliesst, heißt Alpenrheintal.

## Geographie
Bei Reichenau-Tamins vereinigen sich Vorder- und Hinterrhein zum Alpenrhein. Auf über 90 Kilometern Länge fällt er von 592 m ü. M. auf 396 m. Der Rhein fließt zunächst nach Osten bis Chur, der Hauptstadt Graubündens, wo er in einem Bogen von gut 130° seine Richtung nach Nordwesten ändert. Bei Sargans knickt er nach Norden ab und strebt mäßig gewunden in nördlicher Richtung dem Bodensee zu.

### Namensfindung
Alpenrhein ist ein zusammengesetztes Wort aus Alpen und Rhein. Die Bezeichnung Rhein geht auf das Römische (lat.) Reinos  (Fluss, Strom) zurück.

### Alpenrheintal
Das Alpenrheintal ist eine glazial überprägte, breit ausgeräumte, alpine Talung. Bei Sargans verhindert eine nur wenige Meter hohe Landstufe, dass der Rhein durch das offene Seeztal durch Walensee und Zürichsee zur Aare fließt. Unterhalb davon ist sein Westufer schweizerisch, im Osten grenzen Liechtenstein und dann Österreich an. Seine Grenzen sind nicht genau definiert. Manche Berge und Hügel werden zum Alpenrheintal gerechnet, andere nicht. Grundsätzlich geht man davon aus, dass Täler durch ihre angrenzenden Berge und deren abfließende Wasser definiert werden. Beispielsweise liegt der höchste Punkt des Ringelspitz (3247 m ü. M.) auch auf Boden der Gemeinde Tamins (ein Teil seiner Wasser fließt in den Alpenrhein), welche zum Alpenrheintal gerechnet wird. Somit ist der Ringelspitz nicht nur der höchste Berg des Kantons St. Gallen, sondern auch der höchste Berg des Alpenrheintals.
Nicht zu verwechseln ist das Alpenrheintal mit dem Rheintal, womit oft nur die Region St. Galler Rheintal oder der Wahlkreis Rheintal auf Schweizer Seite bezeichnet wird.

### Der Rhein
Der Rhein mit seinem durch hohen Schwebfrachtgehalt hellen Wasser hat den anfangs weit in die Alpen reichenden Bodensee bereits großenteils mit Sedimenten aufgefüllt. Er transportiert pro Jahr bis zu 3 Millionen Kubikmeter Feststoffe in den Bodensee. Das in den Bodensee hineinwachsende Rheindelta (Binnendelta) ist zwischen dem Alten Rhein im Westen und dem unteren Rheindurchstich im Osten großenteils Natur- und Vogelschutzgebiet und umfasst die österreichischen Ortschaften Gaißau, Höchst und Fußach. Der Rhein verzweigte sich einst auch natürlicherweise in mindestens zwei Hauptarme. Durch sich ablagerndes Geschiebe entstanden viele kleine Inseln (in bodenseealemannischer Mundart «Isel», vgl. Flurname Esel). Im Mündungsbereich ist ein permanenter Kiesabbau mit Schwimmbaggern nötig, um die Sedimentation zu steuern. Die großen Sedimentfrachten gelten auch als Folge der umfangreichen Meliorationen flussaufwärts. Dennoch wird der Alpenrhein gelegentlich noch immer als der größte Wildbach Europas bezeichnet.
Mit der Rheinregulierung und den dabei erfolgten Durchstichen bei Diepoldsau und Fußach steuerte man den Überschwemmungen und der starken Sedimentation im Rheindelta entgegen. Um eine Verlandung der Bregenzer Bucht zu verhindern und die heutige Küstenlinie zu erhalten, wurde die Mündung des kanalartig ausgebauten Alpenrheins in den Bodensee „vorgestreckt“ und nach Westen ausgerichtet.
Die Dornbirner Ach wurde parallel dazu in den Bodensee geleitet. Die ehemaligen Zuflüsse zum Rhein, zwischen Ill und Dornbirner Ach, wurden in dem neu angelegten Vorarlberger Rheintalbinnenkanal geleitet, der in die Dornbirner Ach mündet. Auf Schweizer Seite wurden analog dazu der Rheintaler Binnenkanal und der Werdenberger Binnenkanal angelegt, um weitere Zuflüsse zum Alpenrhein aufzunehmen und nun ebenfalls separat, über den Alten Rhein, in den Bodensee zu münden. Der abgeschnittene Alte Rhein verlief zunächst in einer Sumpflandschaft, wurde aber im Zuge der Rheinregulierung unterhalb von St. Margrethen kanalisiert und ab Rheineck schiffbar gemacht.

#### Nebenflüsse
- Vorderrhein (linker Quellfluss des Rheins)

- Medelser Rhein (rechts)
- Glenner (rechts)

- Valser Rhein (rechts)

- Rabiusa (rechts)

- Hinterrhein (rechter Quellfluss des Rheins)

- Averser Rhein (rechts)
- Albula (rechts)

- Landwasser (rechts)
- Gelgia (links)

- Plessur (rechts), Einmündung bei Chur

- Schwarzseebach (links)
- Rabiosa (links)

- Landquart (rechts), Einmündung bei Landquart
- Tamina (links), Einmündung bei Bad Ragaz
- Trübbach (links), Einmündung bei Trübbach
- Vilterser-Wangser-Kanal (links), Einmündung bei Rheinau (Trübbach)

- Saar (Rhein) (rechts)

- Liechtensteiner Binnenkanal (rechts), Einmündung bei Bangs

- Werdenberger Binnenkanal (links), Einmündung bei Lienz

- Simmi (links)

- Ill (rechts), Einmündung zwischen Bangs und Meiningen

- Alfenz (rechts)

- Frutz (rechts), Einmündung bei Au (Koblach)

## Umwelt
Der Alpenrhein von heute ist stark geprägt von der Internationalen Rheinregulierung.

### Orte am Alpenrhein
An die Ufer des Alpenrhein grenzen 52 Ortschaften. Die bekanntesten sind Chur, die Hauptstadt des Kantons Graubünden und älteste Stadt der Schweiz, Vaduz, die Hauptstadt Liechtensteins und Feldkirch, die zweitgrößte Stadt in Vorarlberg. Weitere Orte sind:
| A–H | I–R | S–Z |
| --- | --- | --- |
| - Altach - Altstätten - Au - Bad Ragaz - Balzers - Bangs (Nofels) - Buchs - Chur - Diepoldsau - Domat/Ems - Feldkirch - Felsberg - Fläsch - Fußach - Gamprin - Haag - Haldenstein - Hard - Höchst | - Igis - Koblach - Kriessern - Landquart - Lienz - Lüchingen - Lustenau - Mäder - Maienfeld - Masans - Mastrils - Meiningen - Mels - Montlingen - Oberriet - Reichenau - Ruggell - Rüthi | - St. Margrethen - Sargans - Schaan - Sennwald - Sevelen - Tamins - Triesen - Trimmis - Trübbach - Untervaz - Vaduz - Vilters-Wangs - Wartau - Widnau - Zizers |

### Rheinvorland

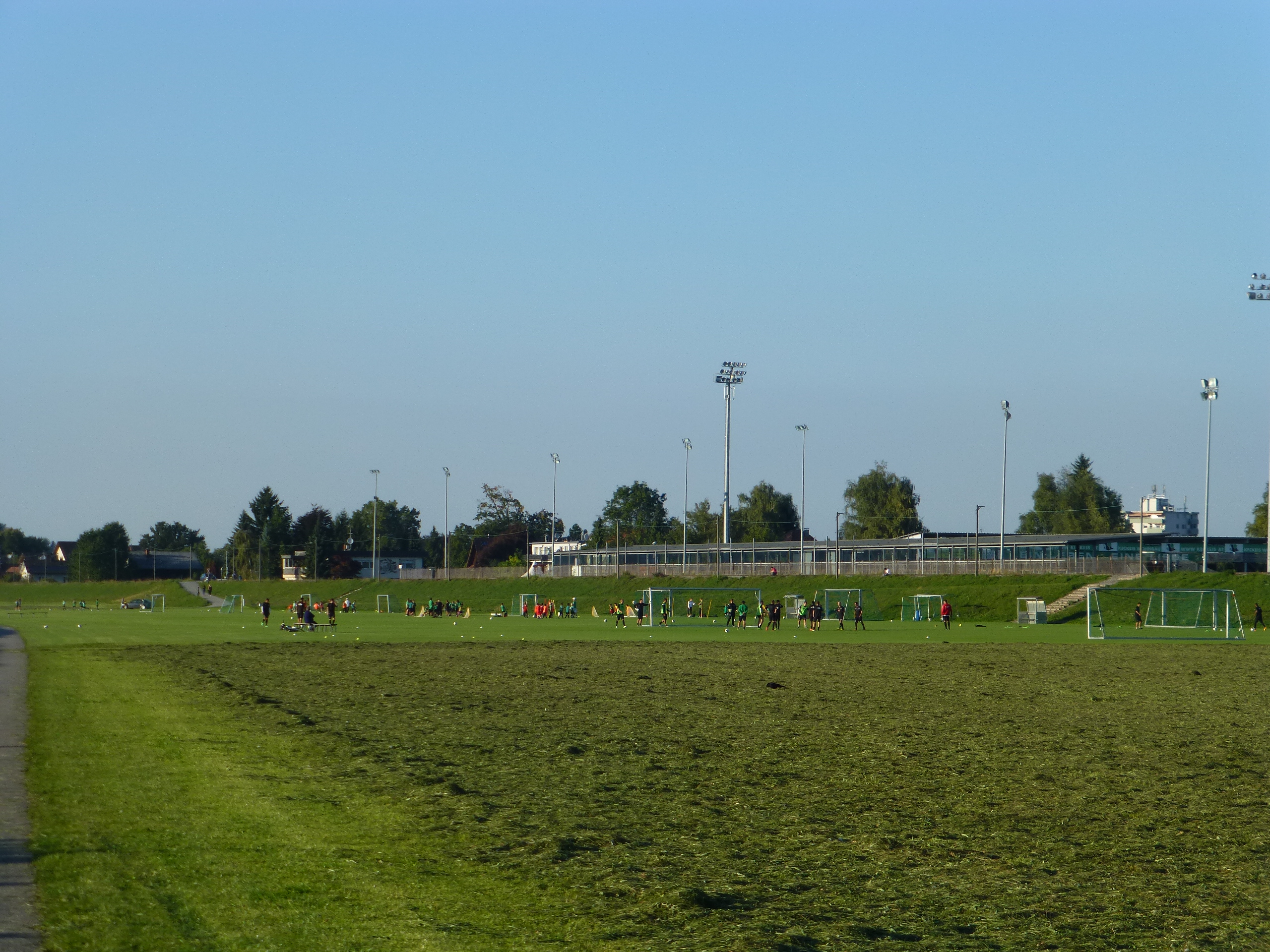
Das Rheinvorland wird vielerorts auch als Sportplatz genutzt, wie hier bei Lustenau als Fussballplatz

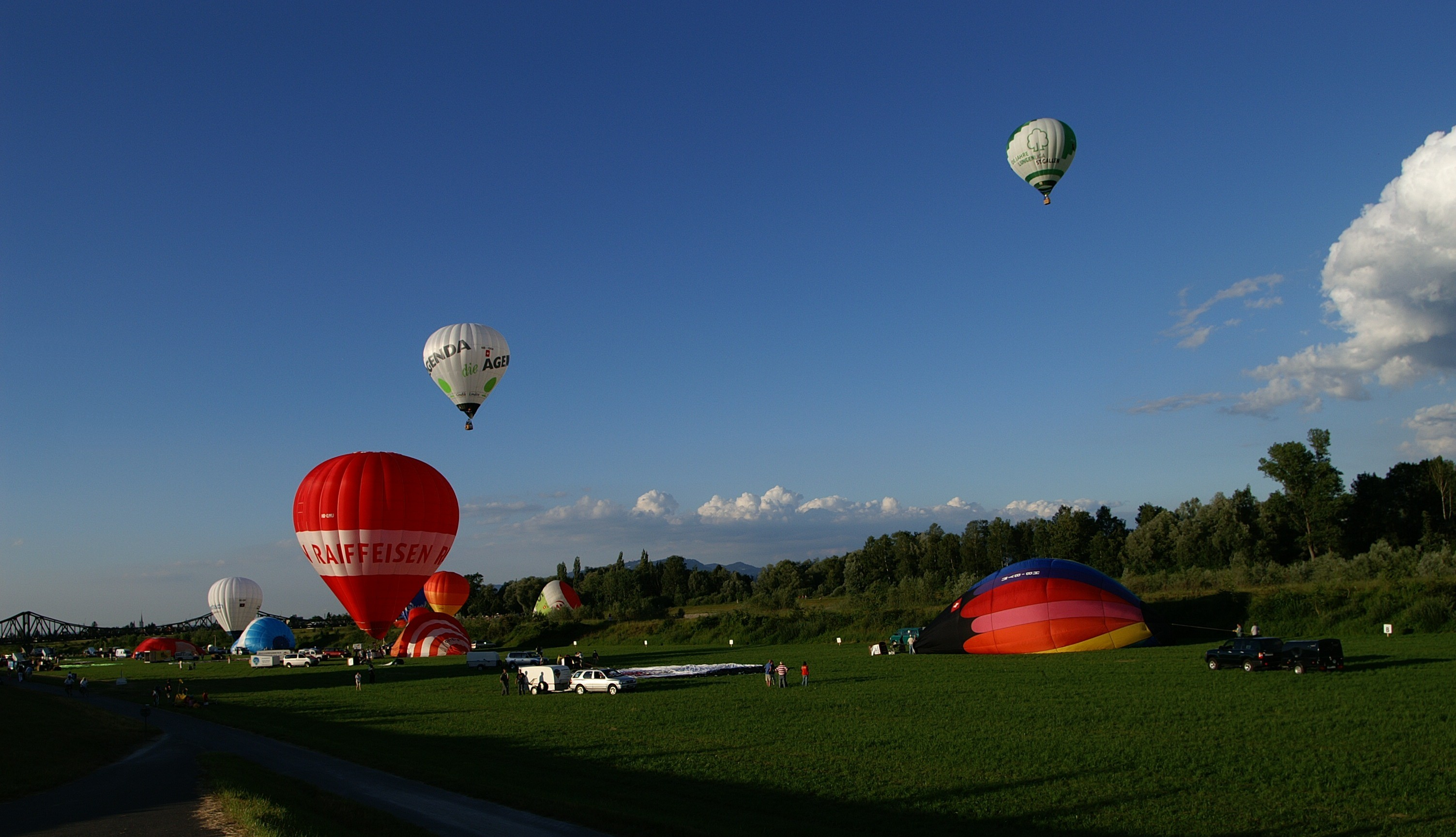
Das Rheinvorland als Startplatz der Ballontage 2008

Als Rheinvorland bezeichnet man die Kulturfläche zwischen dem Damm des Flussbettes (Mittelgerinne) und den Hochwasserdämmen. Es sorgt als Überschwemmungsgebiet bei Hochwasser dafür, dass die Wassermassen nicht das Kulturland überfluten. Das Vorland begleitet den Rhein rechtsufrig ab Höhe Bangs  und ab Oberriet  beidseitig in durchschnittlich 100 Metern Breite. Der Hochwasserraum des Rheins ist mit dem Vorland und den Dämmen im Durchschnitt 260 Meter breit und erreicht bei Widnau/Diepoldsau (km 81.00) 464 Meter Breite. Mit den größeren Breiten in kurvigen Abschnitten wurde berücksichtigt, dass dort höhere Fließgeschwindigkeiten auftreten können und so die Dämme des Mittelgerinnes häufiger überströmt werden.
Das Rheinvorland wird vorwiegend landwirtschaftlich genutzt und dient als Naherholungsgebiet. Auf beiden Ufern sind mehrere Natur- und Landschaftsschutzgebiete ausgewiesen. Das Rheinvorland in der heutigen Form entstand im Zuge der Rheinkorrekturen.

### Hochwasser am Alpenrhein
Hochwasser am Alpenrhein sind keine Erscheinung der Neuzeit. In den Alten Chroniken der Dörfer entlang des Alpenrhein sind zahlreiche Berichte über eben solche zu finden. Durch den Bau der Dörfer entlang der Berghänge des Alpenrheintal versuchten die Bewohner dem Problem der Überschwemmung aus dem Weg zu gehen. Die Nützung der Wasserkraft und die Verfügbarkeit von Quellen zog sie jedoch immer näher an den Rhein. Erst die Rheinkorrektion an der Wende vom neunzehnten zum zwanzigsten Jahrhundert und die Melioration der Rheinebene in der Mitte des zwanzigsten Jahrhunderts konnte diese Gefahr bis zu einem gewissen Mass bannen.
Die Hochwasser-Abflussmengen (HQ) werden vom IRR und vom Bundesamt für Umwelt der Schweiz (BAFU) in unterschiedlicher Höhe angegeben. So wird das HQ100 für Diepoldsau vom BAFU mit 2589 m³/s angegeben und vom IRR mit 3100 m³/s. Im Folgenden werden für die die HQ-Angaben die Werte des BAFU verwendet (siehe nachfolgende Tabelle). Andernfalls wird der Zusatz (IRR) verwendet.
| Jährlichkeit (Jahre) | 2    | 10   | 30   | 100  | 300  |
| --- | ---- | ---- | ---- | ---- | ---- |
| Abfluss (m³/s) | 1299 | 1947 | 2277 | 2589 | 2837 |
| Anmerkung zu HQn: die Zahl entspricht dem Hochwasserdurchfluss (HQ = Hochwasserquantität) in m³/s, der sich – im Mittel – mit der angegebenen Jährlichkeit (n = Anzahl der Jahre) wiederholt. |      |      |      |      |      |

Die mittlere Abflussmenge des Rheins bei der Messstelle Diepoldsau beträgt 235 m³/s.
Das Mittelgerinne des Rheins kann 1285 m³/s Wasser abführen, bis der Rhein die Krone der Dämme übersteigt (HQ 2). Mit dem Rheinvorland als Überflutungsfläche kann der Rhein bei Diepoldsau 3100 m³/s Wasser abführen, bevor es zu einer Überflutung von Kulturland im Rheintal kommt – das entspricht einem 100-jährlichen Hochwasser (IRR HQ100).
Die mittlere Hochwasserabflussmenge (MHQ) des Alpenrheins beträgt 1337 m³/s, was 20,04 % des MHQ vor der Mündungsverzweigung (6670 m³/s) entspricht.
In den nächsten Jahren soll die Kapazität der Flutungsräume auf mindestens 4300 m³/s (HQ 300) ausgebaut werden. Das betrifft die internationalen Strecken am Unterlauf zwischen Illmündung und Bodensee. Der Ausbau wird auf das Wassermanagement am Schweizer Oberlauf abgestimmt. Dazu wurde ein grenzübergreifendes Projekt namens Rhesi („Rhein – Erholung und Sicherheit“) gestartet, in dem die staatlichen Maßnahmen auf die Bedürfnisse von Landwirtschaft, Freizeit und Naturschutz abgestimmt werden. Diese Neugestaltung des Rheinvorlandes beruht auf dem Entwicklungskonzept Alpenrhein, das von der Internationalen Regierungskommission Alpenrhein (IRKA) und der Internationalen Rheinregulierung (IRR) 2005 erarbeitet wurde.

#### Historische Hochwasser

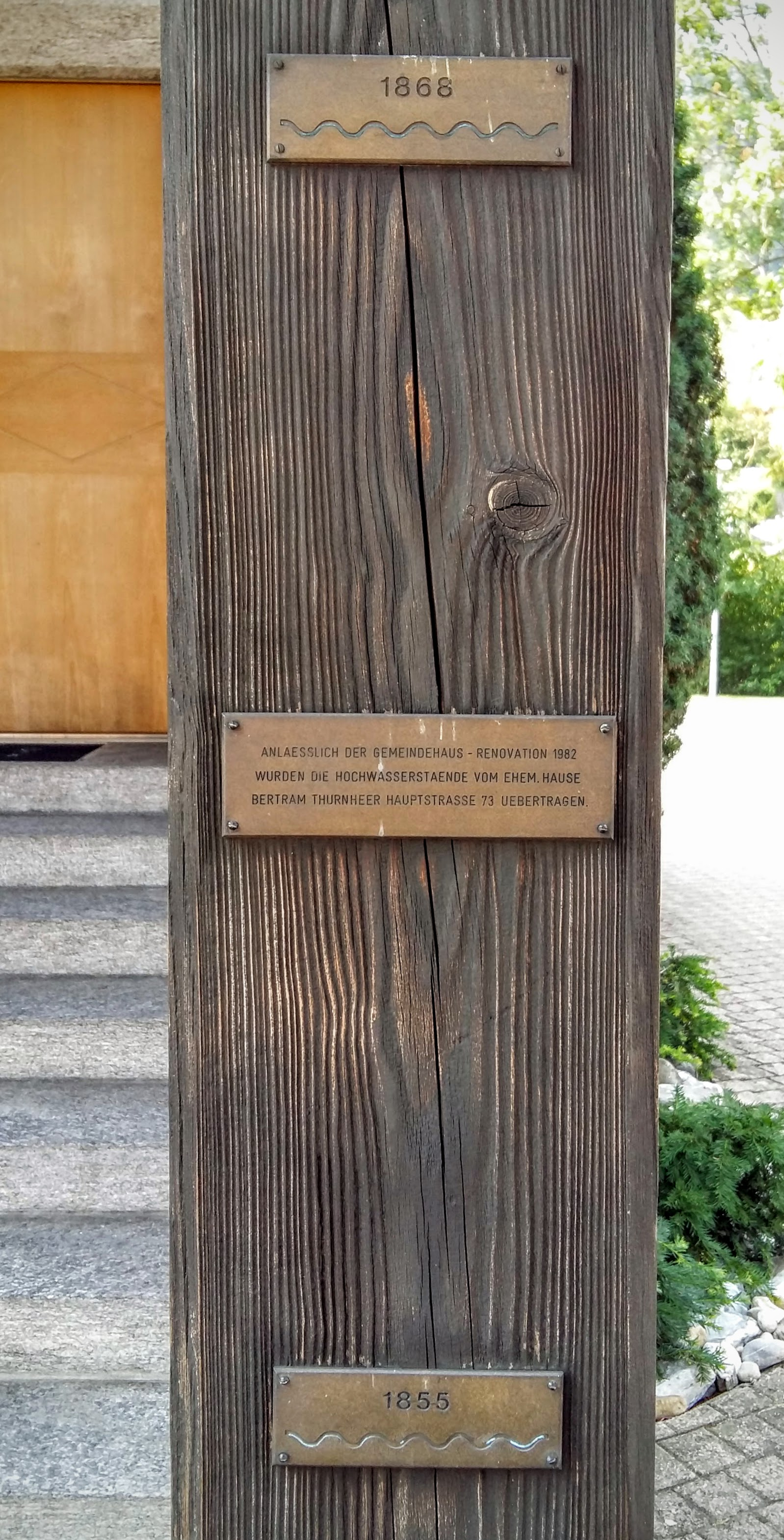
Markierungen der Historischen Hochwasser von 1855 und 1868 am Gemeindehaus in Au

Die Messwerte beziehen sich auf die Messstation Diepoldsau.
- Hochwasser 1987: 2665 m³/s[14]
- Hochwasser 2005: 2300 m³/s[12]
- Hochwasser 1999: 1920 m³/s[12]

### Messstationen
Die Wasser-Menge und -Qualität des Rheinwassers werden schweizseitig permanent vom BAFU überwacht. Am Alpenrhein existieren/existierten dort folgende Messstationen:
- Rhein – Domat/Ems (2602)[15]
- Rhein – Maienfeld, GW-Profil (2454)
- Rhein – Wartau, Schleuse Weite (2453) (Station per 1. Januar 2004 aufgehoben)
- Rhein – Sennwald, Schleuse Salez (2452) (Station per 1. Januar 2004 aufgehoben)
- Rhein – Oberriet, Blatten (2041)[16]
- Rhein – Diepoldsau, Rietbrücke (2473)[17]

#### Messstationen Oberriet und Diepoldsau
Die Messstationen in Oberriet und Diepoldsau sind wichtige Einrichtungen für die Hochwasser-Analyse und Vorbeugung in Europa. Sie sind die Letzten vor der Einmündung des Alpenrheins in den Bodensee. Der Alpenrhein weist bei Diepoldsau eine höhere Fließgeschwindigkeit auf als im Mittel der gesamten Alpenrheinstrecke, und alle Zuflüsse haben ihn oberhalb, bei Montlingen, bereits erreicht. Ab einer Abflussmenge von 2600 m³/s bei Oberriet wird von einem Jahrhunderthochwasser gesprochen (HQ 100), auch wenn der Rhein im Rheintal noch nicht über die Hochwasserdämme tritt. Bei dieser Abflussmenge werden andere Teile des Rheinumlandes der Schweiz und auch in Deutschland bereits von Überflutungen betroffen sein. Die höhere Fließgeschwindigkeit entsteht durch die Verengung in Oberriet von 100 m Breite auf 70 m bis hin zur Mündung am Bodensee. Dies ist nötig, um der Aufschotterung des Flussbettes entgegenzuwirken.

#### Messstationen Bangs und Lustenau (Höchster Brücke)
Das sind die vom Hydrografischen Dienst des Landes Vorarlberg auf der österreichischen Rheinseite betriebenen Stationen. In Lustenau betrug der höchste bisher beobachtete Abfluss 2800 m³/s am 19. Juli 1987. Selbst bei 3100 m³/s (HQ 100) überragen die Dämme den Wasserspiegel dort noch um mehr als 2 m.

### Rheinregulierung
Durch die Internationale Rheinregulierung (IRR) wurden beim Diepoldsauer Durchstich und beim Fußacher Durchstich jeweils Abschnitte des Rheins abgetrennt, die heute Alter Rhein genannt werden. Der Alte Rhein beim Fußacher Durchstich wurde mit dem neu geschaffenen Rheintaler Binnenkanal verbunden. Der Alte Rhein beim Diepoldsauer Durchstich wurde zum stehenden Gewässer (See), der vom Grundwasser gespeist wird.

## Brücken

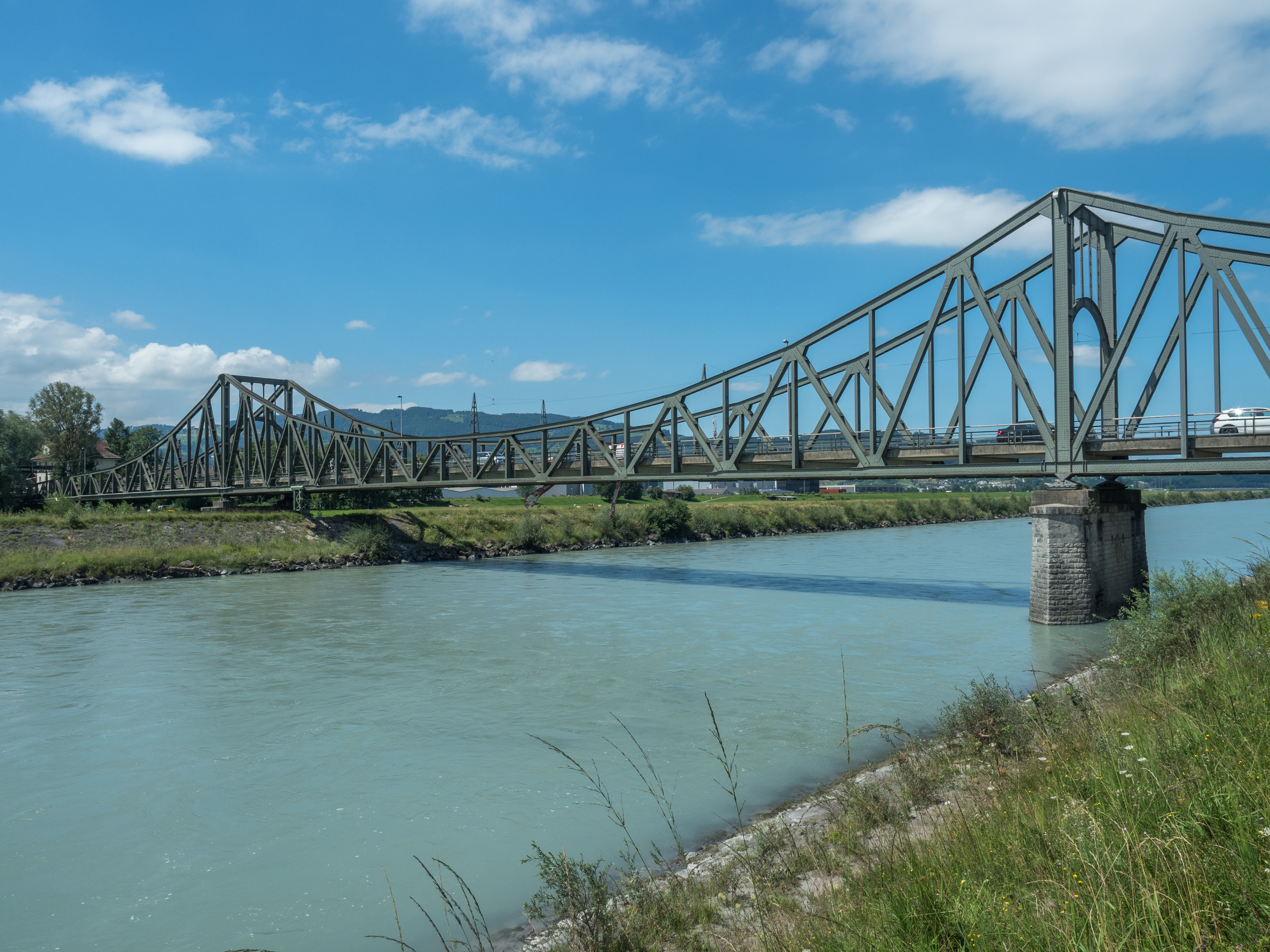
Wiesenrainbrücke, Grenzübergang zwischen Widnau (Schweiz) und Lustenau (Österreich)

Auf ihrem Weg wird der Alpenrhein von rund 40 Brücken überquert. 17 Übergänge sind Schweizer Grenzbrücken mit Liechtenstein (10) und Österreich (7).